# Gilbertsonia angulopora
Gilbertsonia angulopora är en svampart som först beskrevs av M.J. Larsen & Lombard, och fick sitt nu gällande namn av Parmasto 2001. Gilbertsonia angulopora ingår i släktet Gilbertsonia och familjen Fomitopsidaceae.   Inga underarter finns listade i Catalogue of Life.